# История евреев в Ливии
История евреев в Ливии — история еврейской общины на территории современной Ливии. В настоящее время в Ливии евреи больше не живут.

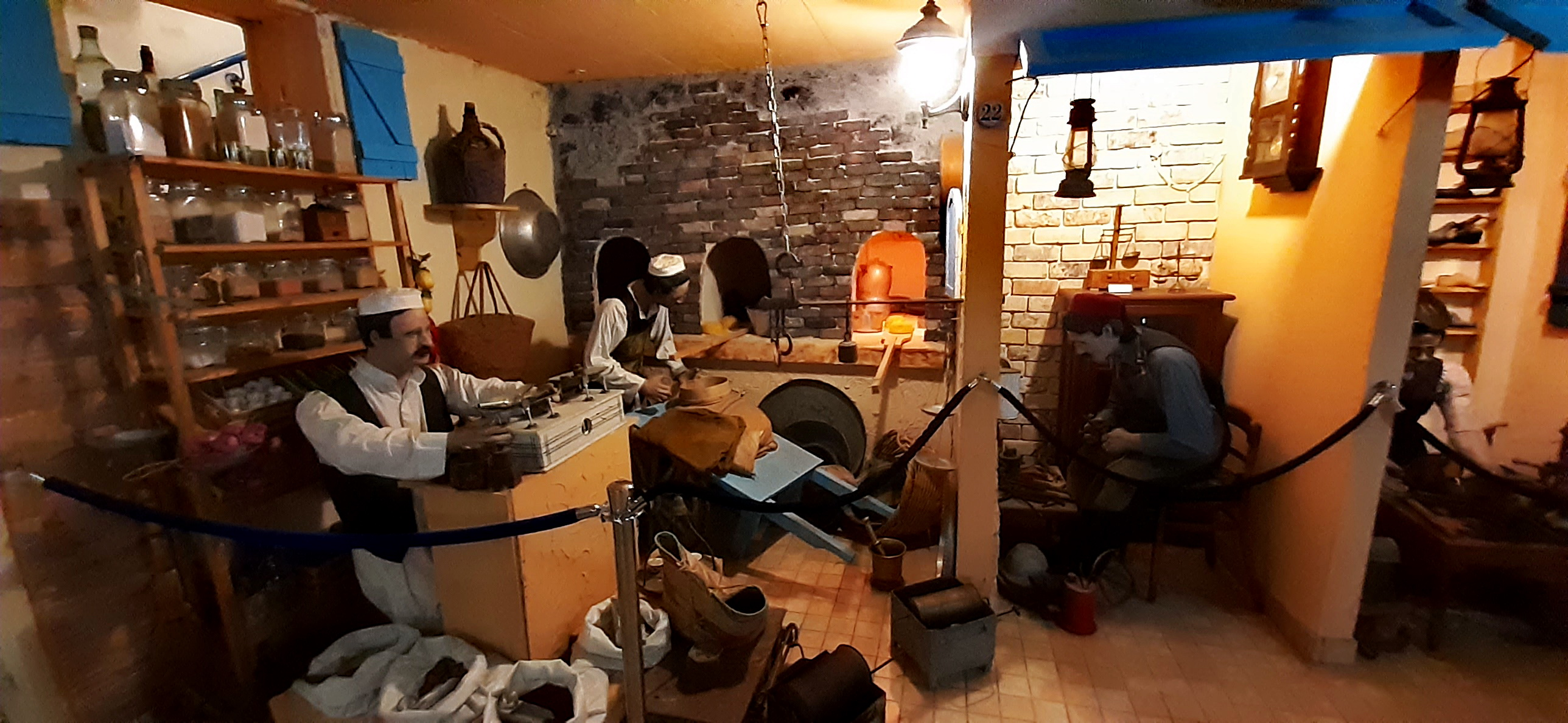
Музей истории ливийских евреев в городе Ор-Йехуда (Израиль)

## IV век до н.э — начало XVI века
Первые упоминания о евреях в Ливии (в Кирене) относятся ко времени Птолемеев (конец IV века до н. э.), правителей эллинестического Египта, которым также принадлежали как Кирена, так и Палестина. Они расселяли еврейских военных колонистов возле важнейших городов Ливии (Кирена, Теучерий и других). 
После присоединения Кирены к Римской республике в 74 г. до н. э. материальное положение евреев Ливии улучшилось. Они были крестьянами, гончарами, каменотесами, литейщиками, купцами, моряками.
В 73 г. н. э., после поражения евреев в Иудейской войне, в Кирену бежал зелот Ионатан Ткач, «пророк-пустынник». Он там поднял бунт еврейской бедноты, после чего римский наместник Валерий Катулл казнил около трех тысяч богатых евреев и конфисковал их имущество. Затем, в правление Веспасиана (69–79 гг. н. э.), большое число еврейских землевладельцев переселили из Кирены в районы, граничащие с пустыней.
В 115 г. во время парфянского похода Траяна евреи Кирены под предводительством Лукуаса (или Андреаса) подняли восстание против римлян. Римские войска, которые послали против них, были разбиты и бежали в Александрию, где устроили погром местных евреев. В ответ на это Лукуас подверг опустошительным набегам египетские владения римлян. Для подавления еврейского восстания в Кирене был направлен один из лучших римских полководцев Марций Турбон. После длительной борьбы римляне подавили восстание, после чего в 117 году устроили массовую резню евреев Кирены.
Как известно из римских источников, в III веке в Ливии жили, в основном, евреи, переселившиеся туда с территории современного Марокко и из Египта.
В VI веке евреи города Бориона, поддержавшие североафриканское Королевство вандалов и аланов в войне с Византией, были подвергнута византийцами насильственному крещению.
Источники XI-XII веков говорят о проживании евреев в Ливии в Лебде вблизи портового города Хомс, в Триполи, Барке, в оазисе Гадамес и других местах. В 1159–60 годах евреи Ливии подверглись гонениям со стороны Альмохадов. Сведений о евреях в Ливии в последующие четыре столетия не имеется.

## Под властью Османской империи
После завоевания Ливии Османской империей в середине XVI века в Ливии вновь жила процветающая еврейская община, пополнившаяся благодаря изгнанию евреев из Испании.
В 1588–89 годах евреи Ливии подверглись гонениям со стороны антиосманских повстанцев во главе с Яхьи бен Яхьи. Тогда многих евреев принудили принять ислам, но после подавления восстания османские власти разрешили им вернуться в иудаизм.
В городах Ливии евреи жили в особых кварталах, а в двух селах (Джебел-Гарьяне и Тигринне) они жили в пещерах вплоть до середины XX века. Евреи Ливии говорили на еврейско-триполитанском диалекте арабского языка. Они были ювелирами, кузнецами, шорниками, занимались меновой торговлей с бедуинами. Еврейские женщины занимались ткачеством и изготовлением обуви.

## При итальянской власти

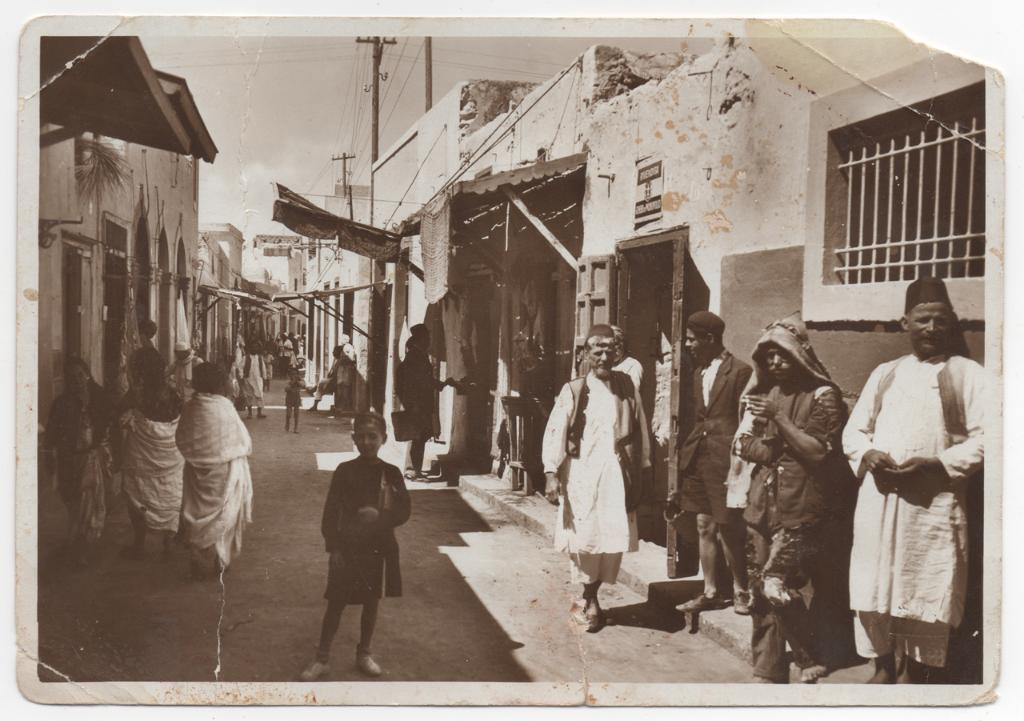
Еврейский квартал в Триполи в 1930-е годы

В 1912 году, после итало-турецкой войны, Ливия стала колонией Италии. При итальянском правлении жизнь евреев Ливии улучшилась. Итальянские власти. в отличие от османских, принимали евреев на государственную службу. К 1931 году в Ливии было 24,5 тыс. евреев (4 % всего населения), из них пятнадцать тысяч жили в Триполи.
Однако в конце 1930-х годов фашистские власти Италии начали вводить дискриминационные законы против евреев, распространенные и на Ливию. Евреев изгоняли из муниципалитетов, исключали из государственных школ, под угрозой наказания их обязывали работать по субботам, что противоречило требованиям иудаизма. В марте 1941 года все еврейские организации были закрыты. Под влиянием фашистской пропаганды в апреле 1941 года арабы устроили еврейский погром в Бенгази.
После появления в Ливии немецкого Африканского корпуса в феврале 1942 года 2600 евреев были высланы в Джаду в пустыню в 240 км южнее Триполи) на принудительные работы, где 562 человека умерли. В апреле 1942 года на принудительные работы отправили всех евреев Триполи в возрасте от 18 до 45 лет.

## При британской власти
После занятия Ливии британской армией в 1943 году вновь начали работать еврейские организации и школы. Однако в июле 1945 года в Триполи и других городах Ливии произошли еврейские погромы, в которых погибло до 187 евреев, причём арабские полицейские и солдаты присоединились к погромщикам.
В июне 1948 года произошли новые еврейские погромы в Бенгази и Триполи, однако на этот раз погромщики столкнулись с еврейской самообороной, которая была организована в 1946 году при участии евреев из подмандатной Палестины.
Погромы привели к массовой эмиграции евреев из Ливии в подмандатную Палестину, а затем и независимый Израиль. Туда перебрались к концу 1951 года до тридцати тысяч ливийских евреев, лишь около восьми тысяч остались в Ливии.

## В независимой Ливии

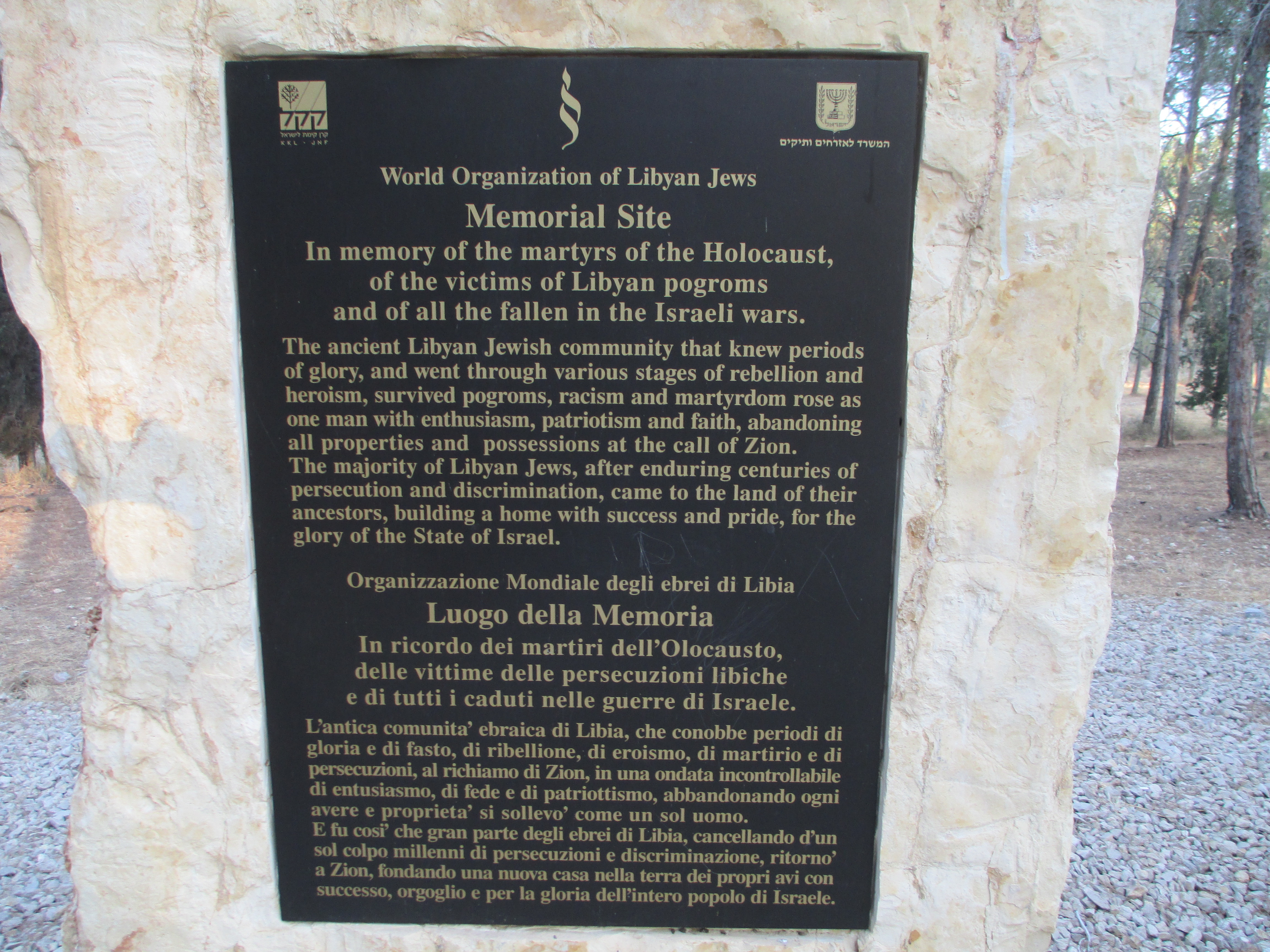
Мемориал в память о ливийских евреях, ставших жертвами Холокоста и погромов, в лесу Бен Шемен (Израиль)

С января 1952 года Ливия стала независимым государством. В первые годы независимости ливийские евреи не подвергались преследованиям, однако ливийские власти запрещали деятельность сионистов.
В июне 1967 года в связи с Шестидневной войной в Ливии вновь произошли еврейские погромы, в которых погибли 17 человек. После этого подавляющее число оставшихся в стране евреев тоже покинуло страну. 8000 евреев были перевезены в Италию. 
После того, как 1 сентября 1969 года к власти в Ливии пришёл Муаммар Каддафи, четыреста–пятьсот оставшихся в Ливии евреев заключили в концентрационный лагерь в Триполи; вскоре они были освобождены и почти все покинули страну. Всю собственность покинувших Ливию евреев Каддафи объявил конфискованной. С тех пор он неоднократно заявлял, что готов выплатить евреям компенсацию, но это так и осталось пустыми словами. К концу 1970 года в Ливии жили около девяноста евреев, а в 1987 году — всего пять. В феврале 2002 года умер последний еврей, живший в Ливии.